# LG Q8
LG Q8은 LG전자가 2016년 11월 8일 일본의 통신사인 KDDI와 NTT 도코모를 통해 일본 내수용으로 먼저 출시된 스마트폰이다. 일본 내수용은 통신사 별로 발매명이 다른데, KDDI는 LG isai beat V34(LG 이사이 비트 V34)라는 이름을 가졌으며, 반면에 NTT 도코모는 LG V20 Pro라는 이름을 가졌다. LG V20를 기반으로 일본 시장용으로 현지화되어 화면 크기가 작아지고, 방수 기능을 추가한 점이 특징이다. 2017년 8월 25일, 국내에서 LG Q8이라는 이름으로 준프리미엄 라인업인 LG Q 시리즈 소속으로 편입되어, KT와 LG유플러스를 통해서 발매되었다.

## 운영 체제 / 소프트웨어

### 안드로이드 7.0 누가
LG Q8은 안드로이드 7.0 누가를 탑재하여 출시되었다.

## 기능

### 오디오

#### Hi-Fi Quad DAC
V20와 동일한 ESS 사의 Sabre 쿼드 DAC가 적용되었으며, 24비트는 물론, 32비트 음원까지 재생할 수 있다. DAC(Digital to Analog Converter)은 디지털 신호를 사람이 들을 수 있는 아날로그 신호로 변환해주는 장치이다. 쿼드 DAC은 디지털 신호의 잡음을 최대 50%까지 감소시켜서 원음에 가까운 소리를 낼 수 있게 해 준다. 다만, 오디오 전문 회사인 B&O(뱅엔울롭슨)와 협업하여 B&O 플레이 튜닝이 적용되지 않았다. 음악 앱의 Hi-Fi DAC 모드를 통해, 음량을 75단계까지 미세하게 설정할 수 있다.

#### 고음질 녹음
High AOP 마이크가 적용되어 24bit/192kHz FLAC의 소리로 녹음을 하거나, 소음이 큰 환경에서도 최대 132 데시벨까지의 소리를 담아 영상을 촬영할 수 있다.

### 카메라
LG Q8은 LG V20의 카메라 기능을 계승했다.

#### 하이브리드 오토 포커스
빛의 양이 적은 곳에서 움직이는 물체를 촬영할 때, 각기 다른 촬영 환경에 따라 가장 적합한 방식으로 빠르게 초점을 잡는 기능이다.

#### 전후면 광각 카메라
전면 100도, 후면 120도의 광각 카메라가 탑재되었다. 기존의 화각보다 더 넓은 화각을 갖고 있어서, 더 넓은 사진을 찍을 수 있다.

#### 포커스 피킹
카메라 전문가 모드에서 MF(수동 포커스)를 실행하면, 초점을 맞추고 싶은 대상을 수동으로 조절할 수 있는 기능이다. 초점을 맞추고 있는 대상이 초록색으로 빛춰져서 확인할 수 있으며, 일부의 DSLR에서나 볼 수 있는 기능이라고 한다.

### 세컨드 스크린
LG Q8은 V20와 동일하게 5.2인치 Quantum IPS 디스플레이 위에 2.1인치 크기의 보조 디스플레이인 세컨드 스크린(Second Screen)이 탑재되었다. 두 개의 디스플레이가 독립적으로 작동한다. 세컨드 스크린은 올웨이즈 온 디스플레이(Always On Display)가 적용되어 화면이 꺼져 있을 때에도 날짜, 시간, 알림, 배터리 용량등의 필요한 정보를 항상 볼 수 있으며, 원하는 서명과 문구를 적을 수 있다. 또한 빠르게 앱을 실행할 수 있는 앱 바로가기와 음악을 바로 조절할 수 있는 뮤직 플레이어, 빠른 연락처, 오늘의 일정 등을 바로 확인할 수 있는 멀티태스킹 기능을 지원한다. 전작인 V10에 비해서 화면 밝기가 2배 이상 높아지고 글자 크기가 50% 이상 더 커졌다. 사용자가 설정한 시간 동안 세컨드 스크린을 끌 수 있는 예약 꺼짐이 가능하다.

### 기타
LG Q8은 전후면에 항공기나 요트에서 쓰이는 강한 내구성을 가진 AL6013 알루미늄과 실리콘-폴리카보네이트 소재를 적용했다. 기존의 폴리카보네이트 대비 20% 더 튼튼하다. 현지화로 인해 화면 크기가 5.7인치에서 5.2인치로 줄어들었다. 배터리가 탈착식에서 3000mA 일체형 배터리로 변경되었으며, 대신30분동안 수심 1M에서 작동할 수 있는 IP67 등급의 방수/방진을 지원한다. 그리고 퀵차지 3.0(Quick Charge) 기술을 적용한 고속 충전도 지원한다. 보안 기능으로는 지문인식, 패턴, 비밀번호, 노크온을 지원한다.

## 액세서리

### 퀵커버 케이스
V20의 케이스와 동일하게 세컨드 스크린 부분만 뚫려 있는 LG전자 정품 케이스이다. 처음 공개될 때 케이스도 함께 공개되었다.

## 기타
LG Q8이 LG isai beat V34(LG 이사이 비트 V34)라는 이름으로 먼저 출시되었을 때, LG V 시리즈에 속하는 스마트폰으로 오해받았다. 하지만, LG V34는 절대로 정규 LG V 시리즈 소속이 아니며, LG전자가 일본 통신사인 KDDI를 통해서 출시할 때 쓰는 제품명이다. 반대로 NTT 도코모를 통해서 출시했을 때는 LG V20 Pro라는 제품명을 썼다. LG전자는 V34처럼 LG G 시리즈와 LG V 시리즈를 기반으로 제작한 파생 스마트폰을 출시한 적이 있다고 밝혔으며, 2017년 당시에는 일본 외 시장에서 출시할 계획이 없다고 밝혔다. 이와 비슷한 사례로, LG G4는 KDDI에서 LG isai vivid V32라는 제품명으로 출시됐다.

## 색상
- 어반 티탄 (isai beat V34의 색상명은 티탄)
- 골드 (isai beat V34 전용)
- 스윗 핑크 (Q8 전용)

## 같이 보기
- LG V20
- LG V10
- LG Q
- LG Q6